# مارک جدولویچ
مارک جدولویچ (انگلیسی: Mark Dziadulewicz؛ زادهٔ ۲۹ ژانویهٔ ۱۹۶۰) بازیکن فوتبال اهل بریتانیا است.
از باشگاه‌هایی که در آن بازی کرده‌است می‌توان به باشگاه فوتبال چلمزفورد سیتی، باشگاه فوتبال ساوتند یونایتد، و باشگاه فوتبال ویمبلدون اشاره کرد.